# Сент Мартинс (Мисури)
Сент Мартинс (енгл. St. Martins) град је у америчкој савезној држави Мисури.

## Демографија
По попису из 2010. године број становника је 1.140, што је 117 (11,4%) становника више него 2000. године.
| Група             | 2000.       | 2010.         |
| Белци             | 992 (97,0%) | 1.083 (95,0%) |
| Афроамериканци    | 9 (0,9%)    | 13 (1,1%)     |
| Азијати           | 2 (0,2%)    | 8 (0,7%)      |
| Хиспаноамериканци | 13 (1,3%)   | 14 (1,2%)     |
| Укупно            | 1.023       | 1.140         |